# Ключ 82
| 毛                     | 毛      | 毛      |
| ---------------------- | ------- | ------- |
| 81                     | 82      | 83      |
| Піньінь:               | máo     | máo     |
| Чжуїнь:                | ㄇㄠˊ   | ㄇㄠˊ   |
| Вейд-Джайлз:           | mao2    | mao2    |
| Ютпхін:                | mou4    | mou4    |
| Он:                    |         |         |
| Кун:                   |         |         |
| Кандзі:                | 毛 ke   | 毛 ke   |
| Хун:                   | 털 teol | 털 teol |
| Им:                    | 모 mo   | 모 mo   |
| Індекс у Вікісловнику: | 毛      | 毛      |

Ключ 82 — ієрогліфічний ключ, що означає хутро або волосся і є одним із 34 (загалом існує 214) ключів Кансі, що складаються з чотирьох рисок.
У Словнику Кансі 211 символів із 40 030 використовують цей ключ.

## Символи, що використовують ключ 82

Як писати ієрогліф.

| без додаткових | 毛                         |
| 3 додаткові    | 毜 毝                      |
| 4 додаткові    | 毞 毟                      |
| 5 додаткових   | 毠 毡                      |
| 6 додаткових   | 毢 毣 毤 毥 毦 毧 毨 毩 毪 |
| 7 додаткових   | 毫 毬 毭 毮                |
| 8 додаткових   | 毯 毰 毱 毲 毳 毴 毵 毶    |
| 9 додаткових   | 毷 毸 毹 毺 毻 毼 毽       |
| 10 додаткових  | 毾                         |
| 11 додаткових  | 毿 氀 氁 氂                |
| 12 додаткових  | 氃 氄 氅 氆 氇             |
| 13 додаткових  | 氈 氉 氊                   |
| 14 додаткових  | 氋                         |
| 15 додаткових  | 氌                         |
| 18 додаткових  | 氍                         |
| 22 додаткові   | 氎                         |